# مدهوكة إهليلجية
مدهوكة إهليلجية (الاسم العلمي:Madhuca elliptica) هي نوع من النباتات يتبع جنس المدهوكة من الفصيلة السبوتية.